# Observatorio Astrofísico de Crimea

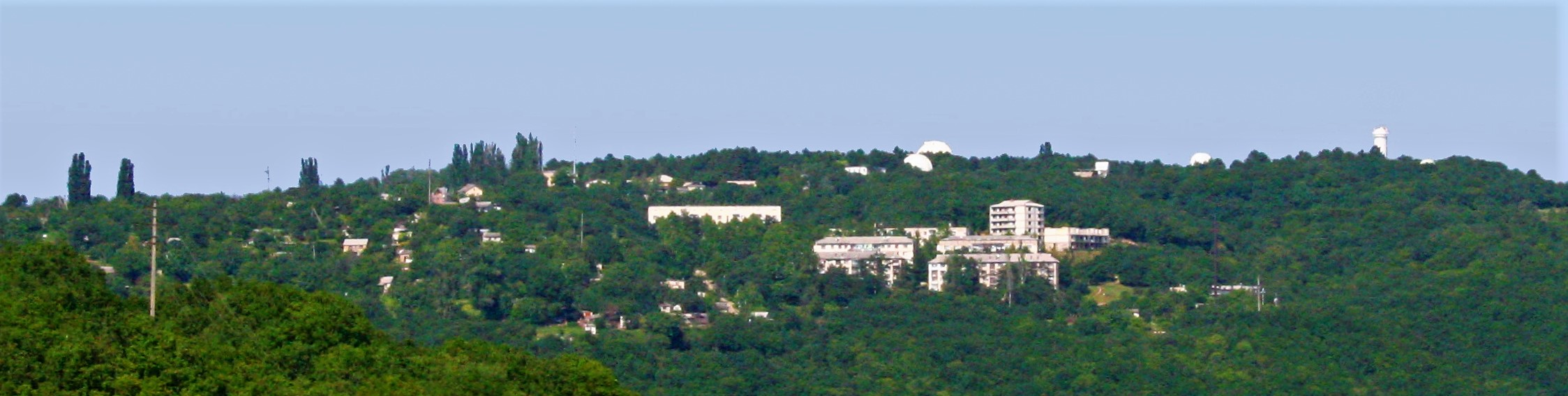
Vista panorámica del observatorio.

El Observatorio Astrofísico de Crimea está situado en la Crimea. El observatorio ha venido publicando el Boletín del Observatorio Astrofísico de Crimea desde 1947, y en inglés desde 1977. 
Se creó en 1900 como observatorio privado al sur de su ubicación actual, cerca de Simeiz en el municipio de Yalta junto al monte Koshka. Estas instalaciones todavía tienen algún uso y se conocen como Observatorio Astrofísico de Crimea-Simeiz. Después de ser destruido en la Segunda Guerra Mundial, fue reconstruido en 1948. Las instalaciones están ubicadas desde entonces cerca de Naúchni.
Después del colapso de la Unión Soviética, perteneció a Ucrania, si bien mantiene una estrecha cooperación con científicos europeos y rusos. La península se anexió a Rusia en marzo de 2014, aunque no es reconocido por Ucrania y parte de la comunidad internacional.
Está equipado con un telescopio Maksútov, dos telescopios reflectores con 1,2 m y 2,6 m de apertura, un coronógrafo, dos torres de sol, un astrógrafo doble de 40 cm y un radiotelescopio. En Naúchni se encuentra también el Instituto de Astronomía en la Universidad de Moscú. La investigación se centra en las áreas de la física solar, los sistemas estelares binarios, la velocidad radial de las estrellas y los cuásares.